# Río La Troya
Río La Troya är ett periodiskt vattendrag i Argentina.  Det är beläget i provinsen La Rioja i den nordvästra delen av landet, 1 100 km nordväst om huvudstaden Buenos Aires.
Omgivningen kring Río La Troya är huvudsakligen ett öppet busklandskap och området är nästan obefolkat, med mindre än två invånare per kvadratkilometer.